# Jan Chodorowski (porucznik)
Jan Chodorowski, ps. Henrico (ur. 30 marca 1886 w Krośnie, zm. w 1917 lub 1918 w Semipałatyńsku) – porucznik Legionów Polskich, działacz niepodległościowy, kawaler Orderu Virtuti Militari.

## Życiorys
Urodził się 30 marca 1886 w Krośnie, ówczesnym mieście powiatowym Królestwa Galicji i Lodomerii, w rodzinie Franciszka i Anny. Ukończył szkołę wojskową w pobliżu West Point, założoną przez Związek Młodzieży Polskiej w Ameryce.
3 czerwca 1915 wstąpił do Legionów Polskich i został przydzielony do I batalionu uzupełniającego. 15 lipca został przeniesiony do II batalionu uzupełniającego, a 27 lipca 1915 do 6 pułku piechoty i przydzielony do II oddziału karabinów maszynowych. 9 sierpnia 1915 został mianowany chorążym, a 11 listopada tego roku awansowany na podporucznika. 24 stycznia 1916 został zatwierdzony przez Komendę Legionów Polskich z dniem 9 czerwca 1915 na stanowisku komendanta II oddziału karabinów maszynowych w stopniu podporucznika. 1 lipca 1916 został awansowany na porucznika. 
Wyróżnił się w październiku 1915 w bitwie pod Kamieniuchą oraz w lipcu 1916 w bitwie pod Kostiuchnówką, w której ranny dostał się do niewoli rosyjskiej. Były dowódca 6 pułku piechoty, generał podporucznik Mieczysław Norwid-Neugebauer w sporządzonym wniosku o odznaczenie orderem „Virtuti Militari” napisał:

ppor. Henrico-Chodorowski Jan. Jeden z niewielu z Polonii amerykańskiej, który biorąc czynny udział w życiu narodowym polskim w Ameryce – przedziera się w roku 1915 do Europy i wstępuje do Legionów. Charakter nadzwyczaj silny i stanowczy – twardy dla siebie, wymagający od żołnierzy – lecz świecący dla nich zawsze jasnym przykładem wytrzymałości, energii i pogardy trudów i śmierci. Jeden z najlepszych dowódców oddziałów karabinów maszynowych w 6 pułku piechoty. Pod Kamieniuchą w 1915 zręcznie manewrując swoim oddziałem karabinów maszynowych, ostrzeliwując bardzo intensywnie i ze skutkiem pozycje nieprzyjaciela poczynił mu dużo strat, a swoim pomógł do zwycięskiego ataku.
W roku 1916, w ataku na Polską Górę, gdy widział zagrożoną sytuację i przeważającego nieprzyjaciela, spychającego prawie naszych w bagno, będąc w rezerwie, natychmiast bez rozkazu zajmuje pozycję i sam strzelając z jednego karabinu maszynowego załamuje napór nieprzyjaciela i zmusza go do wycofania ze strefy skutecznej działalności ognia km. Następnie wytrzymuje cały dzień ogień huraganowy artylerii nieprzyjaciela bez względu na straty własne i podczas decydującego ataku Rosjan na pozycje strzela znowu sam z powodu przerzedzenia obsługi do ostatka, siejąc spustoszenie w szeregach nieprzyjaciela. Dostaje się do niewoli, niszcząc uprzednio km i w niewoli rosyjskiej umiera.

Zmarł w Semipałatyńsku w 1917 lub 1918, w następstwie odniesionych ran.

## Ordery i odznaczenia
- Krzyż Srebrny Orderu Wojskowego Virtuti Militari nr 6362 – pośmiertnie, 17 maja 1922[12][13][14]
- Krzyż Niepodległości – pośmiertnie, 27 czerwca 1938 „za pracę w dziele odzyskania niepodległości”[15]
- Krzyż Pamiątkowy 6 pułku piechoty Legionów Polskich[16]
- austriacki Srebrny Medal Waleczności I klasy[17][18][19]